# Épaignes
Épaignes est une commune française située dans le département de l'Eure en région Normandie. Ce nom était traditionnellement prononcé [e'paɲ], mais on entend de plus en plus fréquemment [e'pεɲ], d’après l’orthographe actuelle.

## Géographie

### Localisation
Épaignes est une commune du Nord-Ouest du département de l'Eure. Elle appartient à la région naturelle du Lieuvin et se situe à 11 kilomètres au sud-ouest de Pont-Audemer.
| La Lande-Saint-Léger | Vannecrocq, Saint-Symphorien, Selles | Selles                          |
| La Chapelle-Bayvel   | Épaignes                             | Saint-Siméon La Poterie-Mathieu |
|                      | Saint-Sylvestre-de-Cormeilles        | Lieurey                         |

### Voies de communication et transports
Elle est distante de 13 kilomètres de la sortie 28 de l'autoroute A13.

### Hydrographie
La commune est située dans le bassin Seine-Normandie. Elle est drainée par le ruisseau de Sebec, le cours d'eau 02 de la commune de Epaignes, le Douet Tourtelle, le fossé 01 de la commune de Epaignes, le fossé 01 de la commune d'Epaignes et le ruisseau du Val Jouen,,.
Le ruisseau de Sebec, d'une longueur de 11 km, prend sa source dans la commune  et se jette  dans  le ruisseau de Tourville à Tourville-sur-Pont-Audemer, après avoir traversé quatre communes.

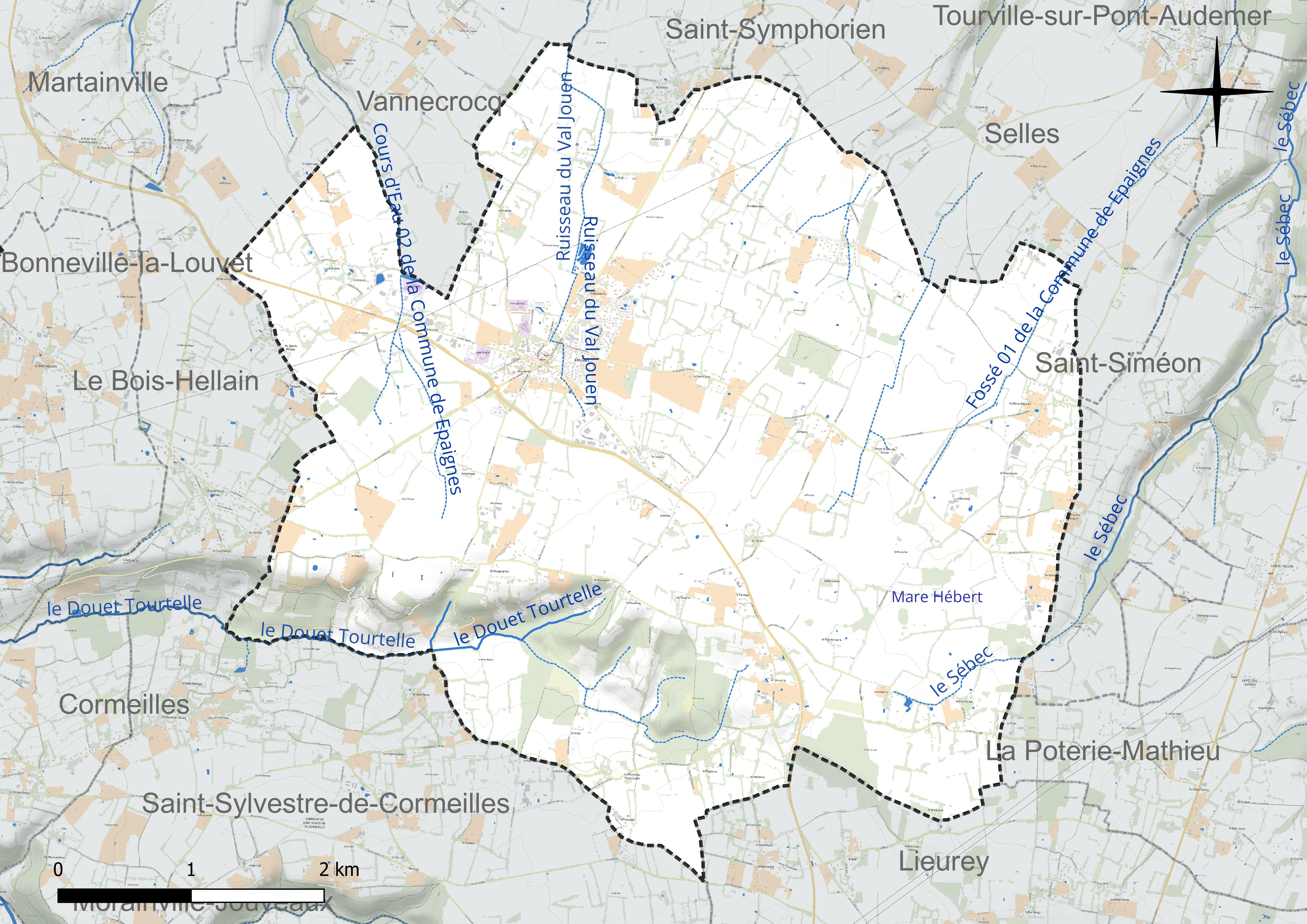
Réseau hydrographique d'Épaignes.

Un plan d'eau complète le réseau hydrographique : la mare Hébert (0 ha),.

### Climat
Pour des articles plus généraux, voir Climat de la Normandie et Climat de l'Eure.
En 2010, le climat de la commune est de type climat océanique franc, selon une étude du CNRS s'appuyant sur une série de données couvrant la période 1971-2000. En 2020, Météo-France publie une typologie des climats de la France métropolitaine dans laquelle la commune est exposée à un climat océanique et est dans la région climatique  Côtes de la Manche orientale, caractérisée par un faible ensoleillement (1 550 h/an) ; forte humidité de l’air (plus de 20 h/jour avec humidité relative > 80 % en hiver), vents forts fréquents. Parallèlement le GIEC normand, un groupe régional d’experts sur le climat, différencie quant à lui, dans une étude de 2020, trois grands types de climats pour la région Normandie, nuancés à une échelle plus fine par les facteurs géographiques locaux. La commune est, selon ce zonage, exposée à un « climat contrasté des collines », correspondant au Pays d’Auge, Lieuvin et Roumois, moins directement soumis aux flux océaniques et connaissant toutefois des précipitations assez marquées en raison des reliefs collinaires qui favorisent leur formation.
Pour la période 1971-2000, la température annuelle moyenne est de 10,2 °C, avec  une amplitude thermique annuelle de 13,1 °C. Le cumul annuel moyen de précipitations est de 924 mm, avec 13,3 jours de précipitations en janvier et 9,1 jours en juillet. Pour la période 1991-2020, la température moyenne annuelle observée sur la station météorologique la plus proche, située sur la commune de Lieurey à 7 km à vol d'oiseau, est de 11,3 °C et le cumul annuel moyen de précipitations est de 893,1 mm,. Pour l'avenir, les paramètres climatiques de la commune estimés pour 2050 selon différents scénarios d’émission de gaz à effet de serre sont consultables sur un site dédié publié par Météo-France en novembre 2022.

## Urbanisme

### Typologie
Au 1er janvier 2024, Épaignes est catégorisée commune rurale à habitat dispersé, selon la nouvelle grille communale de densité à 7 niveaux définie par l'Insee en 2022.
Elle est située hors unité urbaine. Par ailleurs la commune fait partie de l'aire d'attraction de Pont-Audemer, dont elle est une commune de la couronne,. Cette aire, qui regroupe 34 communes, est catégorisée dans les aires de moins de 50 000 habitants,.

### Occupation des sols
L'occupation des sols de la commune, telle qu'elle ressort de la base de données européenne d’occupation biophysique des sols Corine Land Cover (CLC), est marquée par l'importance des territoires agricoles (92,4 % en 2018), en diminution par rapport à 1990 (95,2 %). La répartition détaillée en 2018 est la suivante : 
prairies (54,3 %), terres arables (30,1 %), zones agricoles hétérogènes (8 %), zones urbanisées (4,2 %), forêts (3,3 %). L'évolution de l’occupation des sols de la commune et de ses infrastructures peut être observée sur les différentes représentations cartographiques du territoire : la carte de Cassini (XVIIIe siècle), la carte d'état-major (1820-1866) et les cartes ou photos aériennes de l'IGN pour la période actuelle (1950 à aujourd'hui).

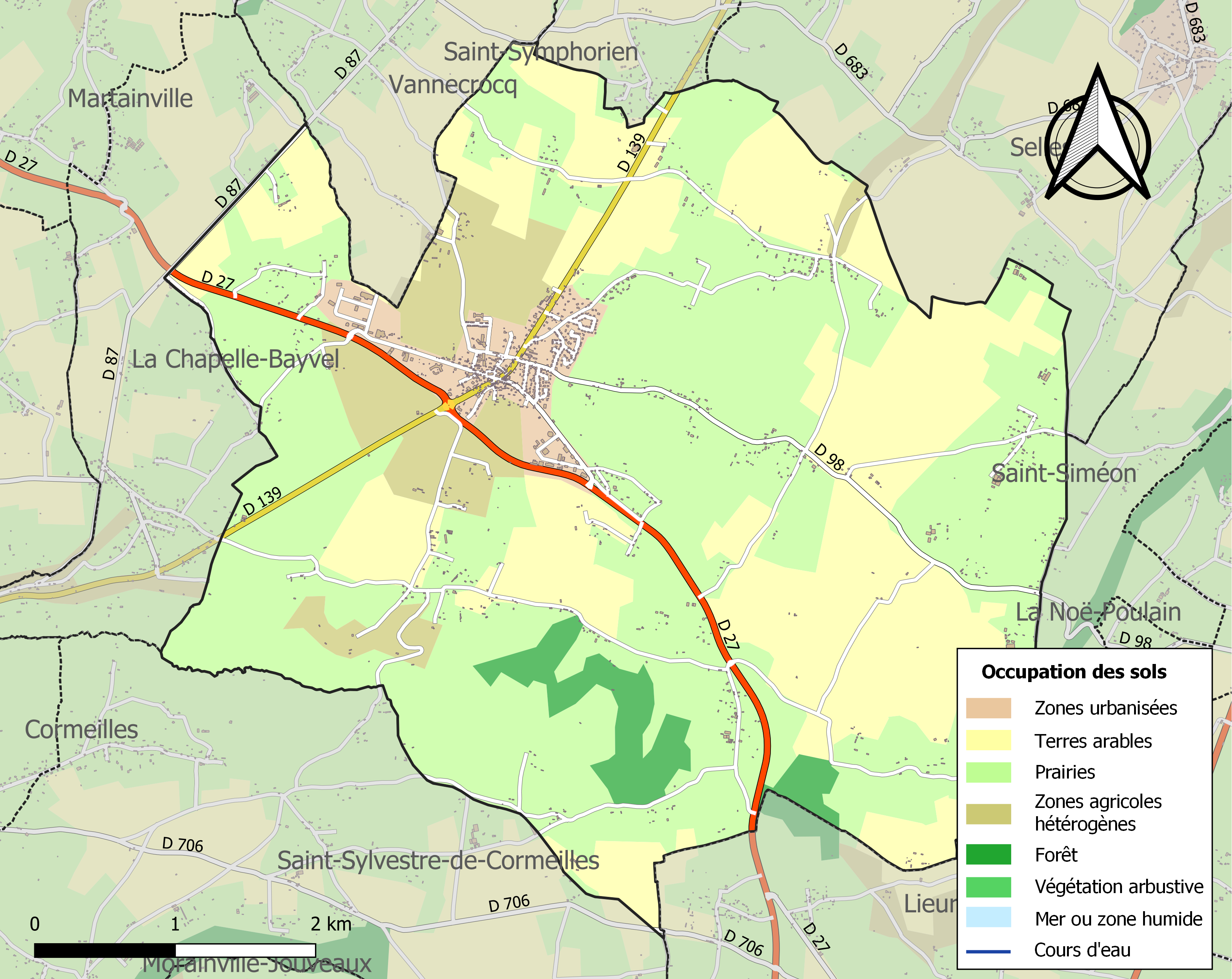
Carte des infrastructures et de l'occupation des sols de la commune en 2018 (CLC).

## Toponymie
Le nom de la localité est attesté sous la forme Spania en 1035 et 1037, Espoigne en 1377 (lettres de rémission de Charles V), Épagnes en 1749, Épagne en 1792.
Ce toponyme évoque des colons venus d'Espagne à l’époque du Bas-Empire romain,. Les Espagnols, venus d’Hispania, ont été autorisés par les Romains à fonder quelques colonies sur le territoire gaulois. François de Beaurepaire, dans Les Noms des communes et anciennes paroisses de l'Eure, détache ces dénominations témoignant de la présence d'auxiliaires soldats-laboureurs issus du recrutement de volontaires ou de déportation de prisonniers.
Formations homonymes : Épagne (Aube, Somme), Épannes (Deux-Sèvres, hyspania en 1243),.

## Histoire
Fondé vers 1018 par le sire de Conches, Roger Ier de Tosny, alors qu'il rentrait de sa première campagne contre les Maures.
Au début du XVIIIe siècle, Louis Gautier, curé d'Epaignes (dont les armoiries sont enregistrées dans l'Armorial général de France), fait devant la vicomté de Rouen un procès, qu'il perd, pour obtenir le rétablissement de 48 bancs qui se trouvaient dans l'église avant des travaux de réparation.
Le 26 novembre 2006 a été signé le  « serment d'Épaignes »  concernant l'avancement de la réunification des deux régions administratives de Basse-Normandie et de Haute-Normandie en une région unique de Normandie.

### Héraldique
| Armes d'Épaignes | Ces armes peuvent se blasonner ainsi aujourd’hui : de gueules à la barre d'argent chargée de trois pommes du champ, tigées et feuillées de deux pièces de sinople, accompagnée en chef d'un épi de blé feuillé de deux pièces, et en pointe d'une branche de gui posée en barre, le tout d'or. |

## Politique et administration

### Liste des maires
| Période                                  | Période   | Identité                       | Étiquette   | Qualité |
| ---------------------------------------- | --------- | ------------------------------ | ----------- | --- |
| 1813                                     | 1816      | Jean Léger                     |             | |
| 1816                                     | 1830      | Alphonse Lulx-Delamotte        |             | |
| 1833                                     | 1852      | Jean Léger                     |             | |
| 1866                                     |           | Maurice Frédéric Eugène Hauvel |             | Médecin |
| 1879                                     |           | de Saint-Laurent               |             | |
| 1895                                     |           | Albert Bénard                  | Républicain | |
| 1899                                     |           | Bouchard                       |             | |
| 1902                                     | 1911      | M. Dulong                      |             | |
| 1936                                     |           | M. Louchet                     |             | |
| 1942                                     | 1971      | André Morin                    |             | |
| 1971                                     | 1995      | Pierre Duboc                   | DVD         | |
| juin 1995                                | juin 2016 | Hervé Morin                    | LC          | Député, président de la région Normandie depuis 2016 démissionne de la fonction de maire mais reste membre du conseil municipal Conseiller général du canton de Cormeilles (1992-2004 et 2011-2014) |
| 2 juin 2016                              | En cours  | Marie-Paule Leblanc            | UDI         | Chef d'entreprise |
| Les données manquantes sont à compléter. |           |                                |             | |

## Population et société

### Démographie
L'évolution du nombre d'habitants est connue à travers les recensements de la population effectués dans la commune depuis 1793. Pour les communes de moins de 10 000 habitants, une enquête de recensement portant sur toute la population est réalisée tous les cinq ans, les populations de référence des années intermédiaires étant quant à elles estimées par interpolation ou extrapolation. Pour la commune, le premier recensement exhaustif entrant dans le cadre du nouveau dispositif a été réalisé en 2005.

En 2022, la commune comptait 1 562 habitants, en évolution de −2,07 % par rapport à 2016 (Eure : −0,25 %, France hors Mayotte : +2,11 %).
| 1793  | 1800  | 1806  | 1821  | 1831  | 1836  | 1841  | 1846  | 1851  |
| ----- | ----- | ----- | ----- | ----- | ----- | ----- | ----- | ----- |
| 2 230 | 2 042 | 2 183 | 2 196 | 2 317 | 2 138 | 2 067 | 2 001 | 1 829 |

| 1856  | 1861  | 1866  | 1872  | 1876  | 1881  | 1886  | 1891  | 1896  |
| ----- | ----- | ----- | ----- | ----- | ----- | ----- | ----- | ----- |
| 1 708 | 1 729 | 1 701 | 1 560 | 1 477 | 1 308 | 1 316 | 1 195 | 1 102 |

| 1901  | 1906  | 1911  | 1921 | 1926 | 1931 | 1936 | 1946 | 1954 |
| ----- | ----- | ----- | ---- | ---- | ---- | ---- | ---- | ---- |
| 1 115 | 1 102 | 1 010 | 818  | 901  | 850  | 856  | 852  | 810  |

| 1962 | 1968 | 1975 | 1982  | 1990  | 1999  | 2005  | 2006  | 2010  |
| ---- | ---- | ---- | ----- | ----- | ----- | ----- | ----- | ----- |
| 934  | 947  | 964  | 1 029 | 1 090 | 1 158 | 1 223 | 1 236 | 1 371 |

| 2015  | 2020  | 2022  | - | - | - | - | - | - |
| ----- | ----- | ----- | - | - | - | - | - | - |
| 1 580 | 1 561 | 1 562 | - | - | - | - | - | - |

### Manifestations culturelles et festivités
La fête locale d'Épaignes est la Saint-Antonin qui se déroule généralement le dernier week-end d'août.

## Économie
La commune a créé une zone industrielle pour permettre la construction d'une usine de chocolaterie et d'une entreprise de BTP Poulingue. Dernièrement, la mairie a créé une zone artisanale qui sera le cœur de l'économie d'Épaignes.

## Culture locale et patrimoine

### Lieux et monuments
- Église Saint-Antonin[34]
- Mairie-école de 1877[35] par André Perrée

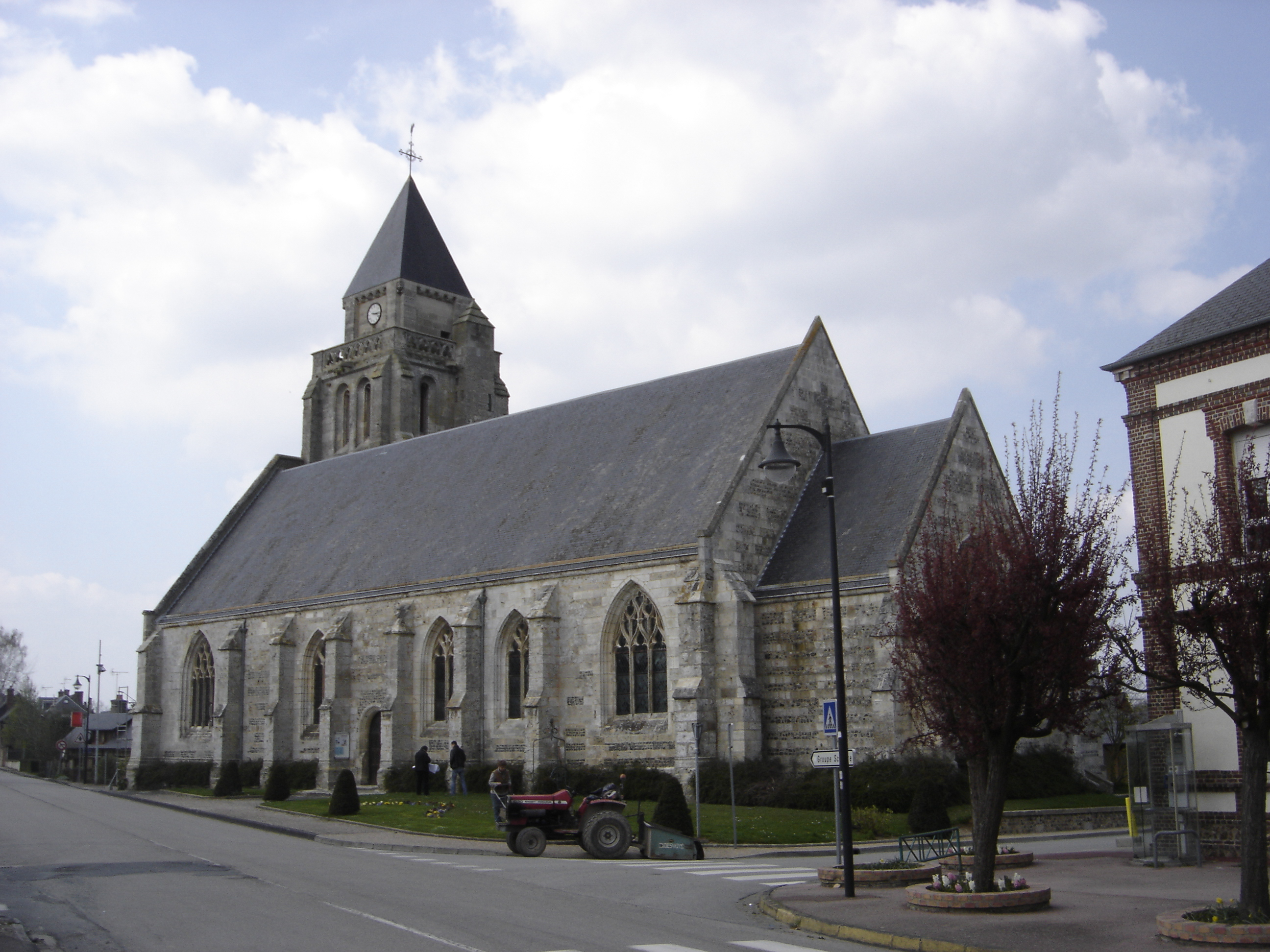
L'église.
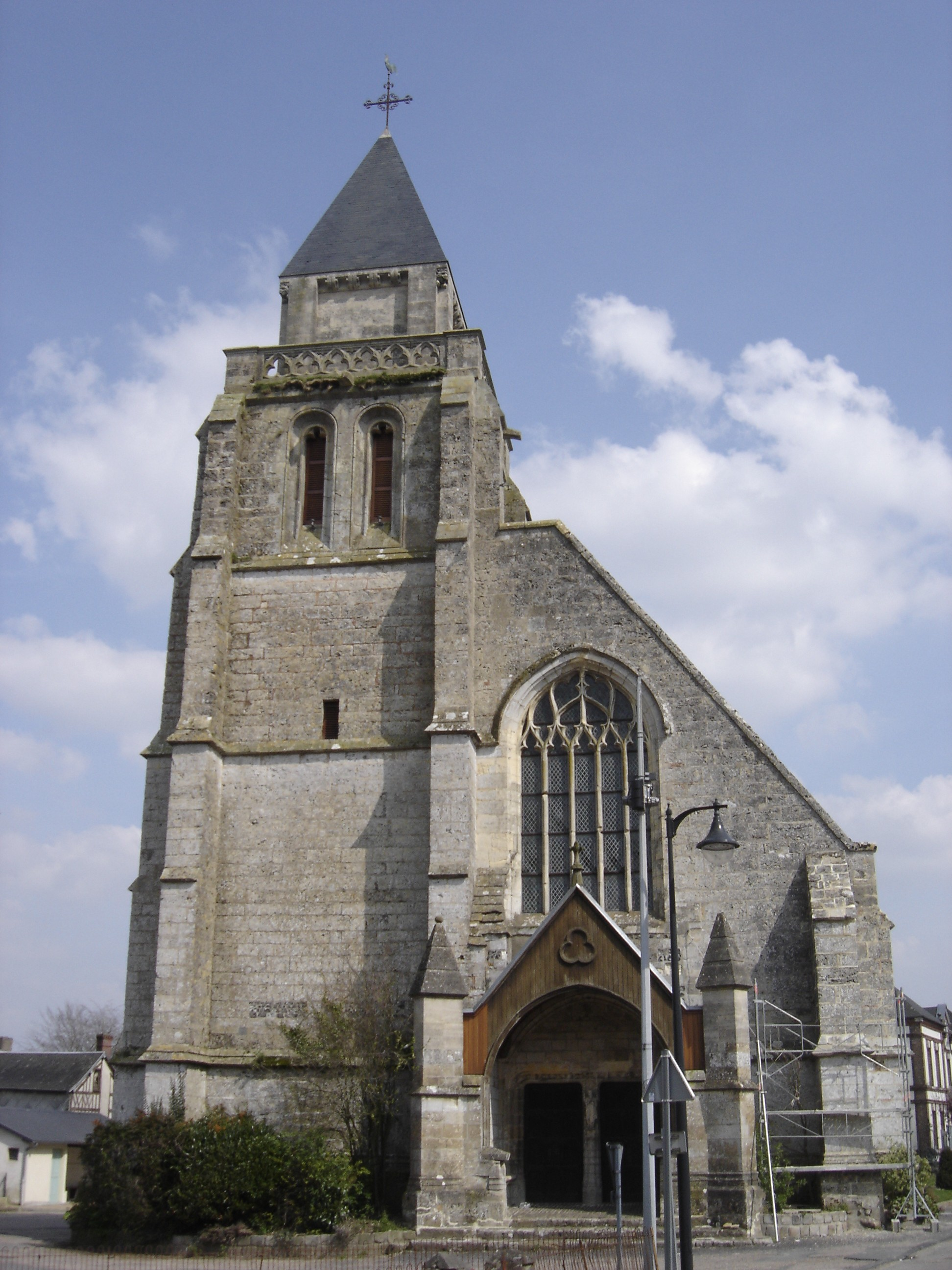
L'église.

### Patrimoine naturel

#### Natura 2000
- Site Natura 2000 « Corbie »[36].
- Site Natura 2000 « Le haut-bassin de la Calonne »[37].

#### ZNIEFF de type 1
- ZNIEFF 230009185 - Le bois de la mine d'or[38].
- ZNIEFF 230030031 - La mare de Ceffrey[39].
- ZNIEFF 230031089 - Saint-Sauveur[40].

#### ZNIEFF de type 2
- ZNIEFF 230009183 - La haute vallée de la Calonne[41].
- ZNIEFF 230009170 – La vallée de la Risle de Brionne à Pont-Audemer, la forêt de Montfort[42].

### Personnalités liées à la commune
- Hervé Morin, ancien ministre de la Défense, né à Pont-Audemer, y a passé son enfance et en a été le maire de 1995 à 2016.